# 마나투투현

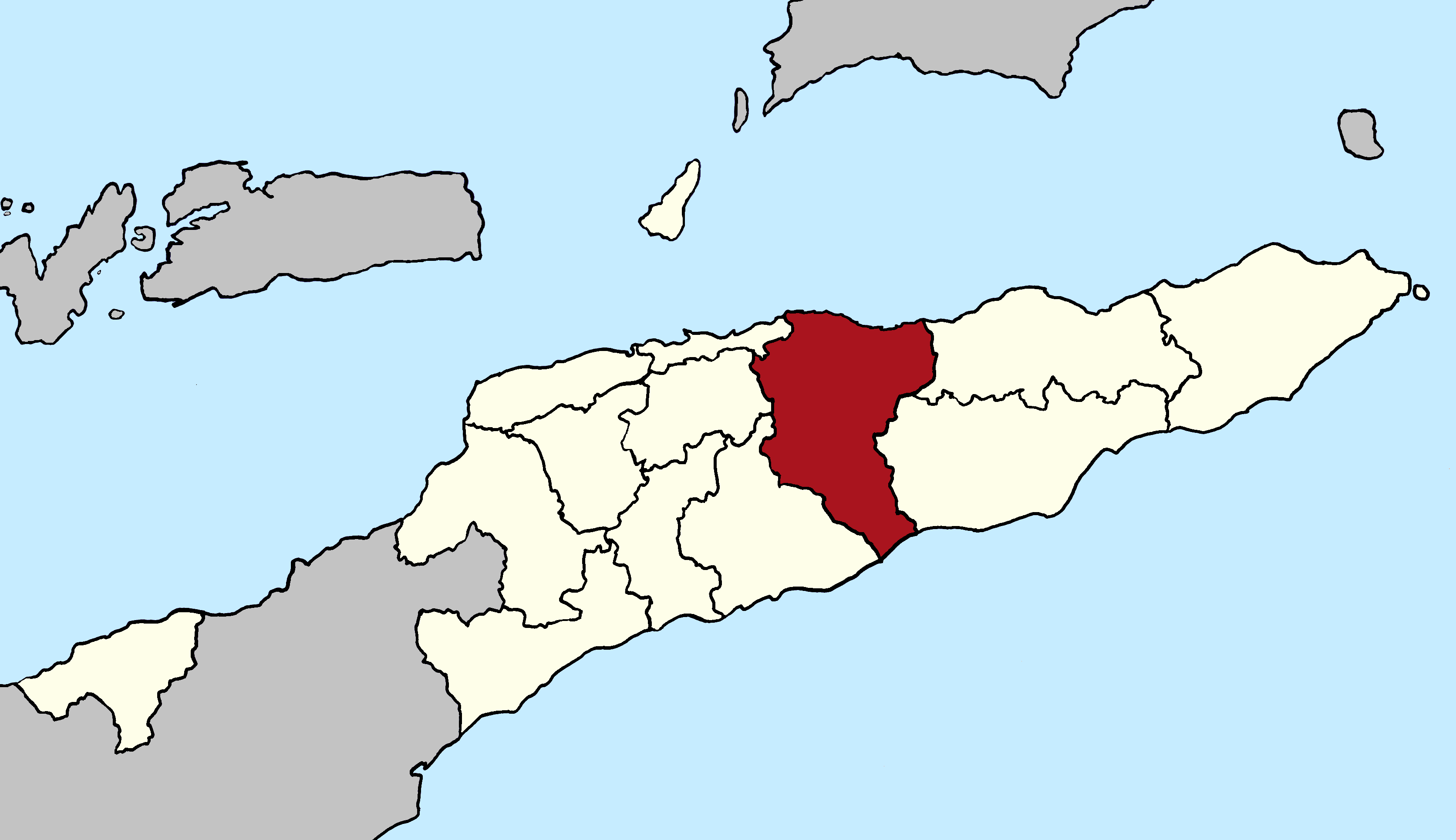
마나투투 현의 위치

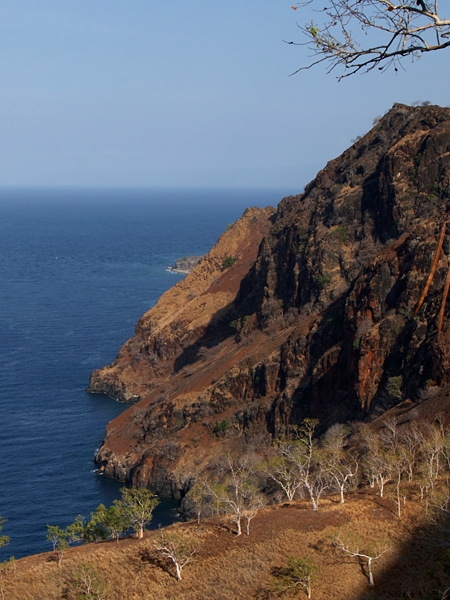
마나투투 현에 있는 절벽

마나투투현(포르투갈어: Manatuto, 테툼어: Manatutu 마나투투)은 동티모르를 구성하는 13개 현 가운데 하나로, 동티모르 중부에 위치한다. 현도는 마나투투이며 인구는 36,719명(2004년 기준), 면적은 1,706km2이다. 6개 구(바리케나타르보라 구, 라클루 구, 라클루바르 구, 랄레이아 구, 마나투투 구, 소이바다 구)로 구성되어 있으며 라우텡현과 함께 동티모르에 단 두 개 밖에 없는 남북이 바다와 인접한 현 가운데 하나이다. 북쪽으로는 웨타르 해협, 남쪽으로는 티모르해와 인접해 있으며 동쪽으로는 바우카우현과 비케크현, 서쪽으로는 마누파이현과 아일레우현, 딜리현과 인접해 있어서 다양한 지리적 특성을 띤다.
마나투투 현은 동티모르의 초대 대통령이자 전직 동티모르의 총리인 샤나나 구스망이 태어난 곳으로 알려져 있는데 그는 마나투투에서 동쪽으로 약 19km 정도 떨어진 곳에 있는 마을인 랄레이아에서 태어났다. 동티모르의 공용어는 포르투갈어와 테툼어이지만, 마나투투 현에 사는 많은 주민들은 말레이폴리네시아어파에 속하는 언어인 갈롤리어도 사용한다. 갈롤리어 또한 동티모르 헌법에서 정한 공용어로 인정받고 있다.

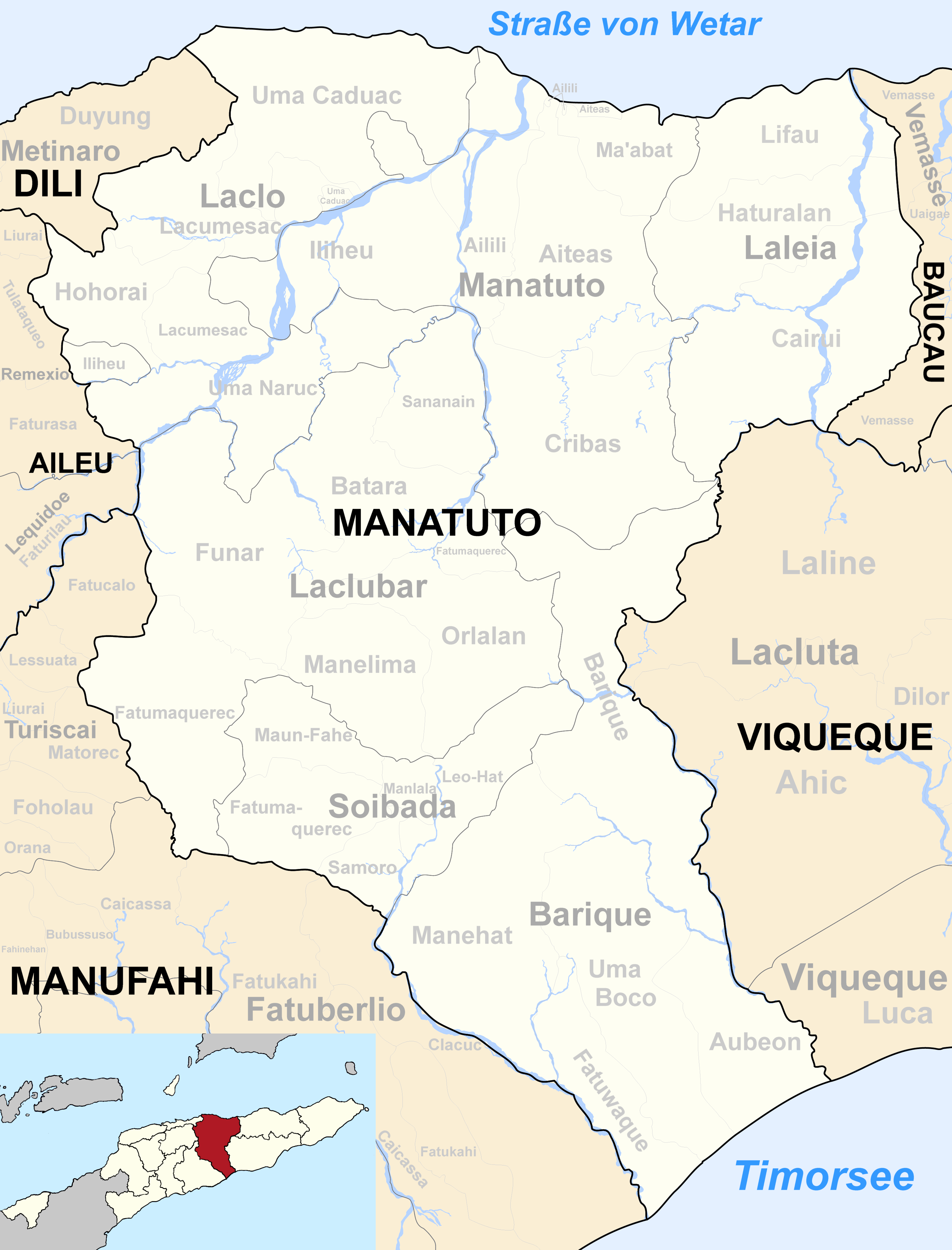
마나투투 현이 관할하는 구
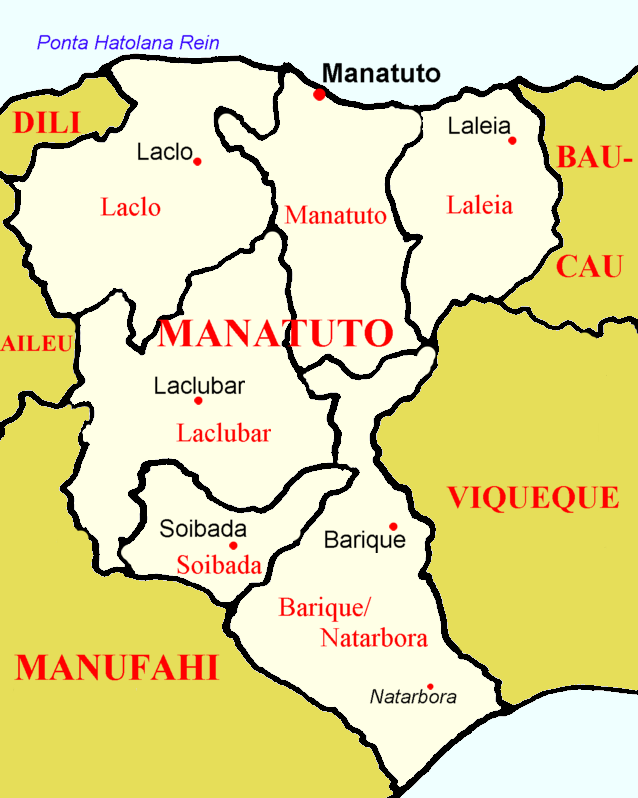
마나투투 현이 관할하는 시